# Dominik Fischnaller
Dominik Fischnaller (Bresanona, 20 de febrero de 1993) es un deportista italiano que compite en luge en la modalidad individual.
Participó en tres Juegos Olímpicos de Invierno, obteniendo una medalla de bronce en Pekín 2022, en la prueba individual, el sexto lugar en Sochi 2014 y el cuarto en Pyeongchang 2018, en la misma prueba.
Ganó tres medallas de bronce en el Campeonato Mundial de Luge, en los años 2017 y 2020, y ocho medallas en el Campeonato Europeo de Luge entre los años 2014 y 2025.

## Palmarés internacional
| Juegos Olímpicos   | Juegos Olímpicos      | Juegos Olímpicos  | Juegos Olímpicos       |
| Año                | Lugar                 | Medalla           | Prueba                 |
| ------------------ | --------------------- | ----------------- | ---------------------- |
| 2022               | Pekín (China)         | Medalla de bronce | Individual             |
| Campeonato Mundial |                       |                   |                        |
| Año                | Lugar                 | Medalla           | Prueba                 |
| 2017               | Igls (Austria)        | Medalla de bronce | Individual             |
| 2017               | Igls (Austria)        | Medalla de bronce | Individual (velocidad) |
| 2020               | Sochi (Rusia)         | Medalla de bronce | Individual (velocidad) |
| Campeonato Europeo |                       |                   |                        |
| Año                | Lugar                 | Medalla           | Prueba                 |
| 2014               | Sigulda (Letonia)     | Medalla de bronce | Individual             |
| 2019               | Oberhof (Alemania)    | Medalla de oro    | Equipo                 |
| 2020               | Lillehammer (Noruega) | Medalla de oro    | Individual             |
| 2020               | Lillehammer (Noruega) | Medalla de bronce | Equipo                 |
| 2021               | Sigulda (Letonia)     | Medalla de bronce | Individual             |
| 2023               | Sigulda (Letonia)     | Medalla de bronce | Equipo                 |
| 2024               | Igls (Austria)        | Medalla de bronce | Equipo                 |
| 2025               | Winterberg (Alemania) | Medalla de bronce | Equipo                 |